# Artabanus II
Artabanus II, död 41, var kung av Partherriket mellan 12 och 41 e.Kr. 